# 静岡県道169号吉永吉原停車場線
静岡県道169号吉永吉原停車場線（しずおかけんどう169ごう よしながよしわらていしゃじょうせん）は、静岡県富士市内を通る一般県道である。

## 概要
路線名の「吉永」は、起点付近の旧自治体名（静岡県富士郡吉永村）に由来する。

### 路線データ
- 起点：静岡県富士市比奈（静岡県道22号三島富士線交点）
- 終点：吉原停車場（静岡県富士市鈴川本町）

## 歴史
- 1960年（昭和35年）4月1日 - 認定[1]

## 地理

### 通過する自治体
- 静岡県
富士市

### 交差する道路
- 静岡県道22号三島富士線（起点：須津橋交差点）
- 静岡県道76号富士富士宮由比線（東インター北交差点 - 富士市今井4丁目で重複）
- 国道1号（沼津バイパス・富士由比バイパス）（富士東IC）（「静岡県道76号富士富士宮由比線」との重複区間内）
- 国道139号（富士東IC交差点 - 今井交差点で重複）（「静岡県道76号富士富士宮由比線」との重複区間内）
- 静岡県道170号田子浦港大野線（東海道）（河合橋交差点 - 吉原駅北口交差点で重複）
- 静岡県道171号吉原停車場吉原線（河合橋交差点 - 「吉原駅」北口（終点）で重複）
- 富士市道（終点：富士市鈴川本町、「吉原駅」北口）

### 沿線
- JR東海道本線 吉原駅
- 岳南電車岳南線
  - 岳南富士岡駅
  - 比奈駅
  - 岳南原田駅
  - 吉原駅
- 富士市立高等学校
- 富士市立吉原東中学校
- 富士市立元吉原中学校
- 富士市立元吉原小学校
- 富士市立吉永第一小学校
- 日本製紙 富士工場（鈴川製造部）
- 日本製紙 吉永工場（板紙事業本部）
- 日本製紙クレシア興陽工場（日本製紙子会社）
- 興亜工業
- 春日製紙工業
- ジヤトコ 本社
- ADEKA 富士工場
- 田子の浦港
- 田子の浦